# Chris Olave
Christian Josiah Olave (  /oʊˈlɑːveɪ/ oh-LAH -vay ; nacido el 27 de junio de 2000) es un wide receiver de fútbol americano de los New Orleans Saints de la National Football League (NFL). Jugó fútbol americano universitario en Ohio State, donde tiene el récord escolar de más recepciones de touchdown en su carrera con 35. Olave fue reclutado por los Saints con la undécima selección global en la primera ronda del Draft de la NFL 2022 .

## Primeros años y carrera en la escuela secundaria
De ascendencia cubana por parte de padre y afroamericana por parte de madre, Olave nació el 27 de junio de 2000 en San Ysidro, California. Jugó fútbol americano en Eastlake High School en Chula Vista durante dos temporadas antes de transferirse a Mission Hills High School en San Marcos, California . Tuvo que quedarse fuera de su tercer año debido a las reglas de transferencia de la Federación Interescolar de California. Durante su temporada sénior, Olave atrapó 93 pases para 1,764 yardas y 26 touchdowns. También fue miembro de los equipos de baloncesto y atletismo de la escuela. Se comprometió con la Universidad Estatal de Ohio en enero de 2018.

## Carrera universitaria
Como estudiante de primer año en Ohio State, Olave jugó tanto en la ofensiva como en equipos especiales. Registró 12 recepciones para 197 yardas y 3 touchdowns durante su temporada de debut. En el partido de 2018 contra Michigan, consiguió dos touchdowns y bloqueó un despeje en la victoria de Ohio State por 62-39. La semana siguiente, en el partido por el campeonato de fútbol americano Big Ten de 2018, capturó cinco pases para 79 yardas y un touchdown contra Northwestern .
En la temporada 2019, Olave tuvo tres partidos con dos touchdowns de recepción. El máximo número de yardas de recepción lo consiguió en la victoria por 56-21 contra Rutgers con cuatro recepciones para un total de 139 yardas de recepción. Terminó con 48 recepciones para 840 yardas recibidas y 12 touchdowns recibidos.
En la temporada 2020, Olave jugó en siete partidos debido a que la pandemia de COVID-19 acortó la temporada de los Buckeyes. Anotó múltiples touchdowns por recepción en tres partidos y superó las 100 yardas por recepción en cinco.
Olave registró cuatro juegos con múltiples touchdowns de recepción y cinco superando la marca de las 100 yardas en la temporada 2021. Olave terminó la temporada 2021 con 65 recepciones para 936 yardas de recepción y 13 touchdowns. Sus 13 touchdowns de recepción lideraron el Big Ten. Después de la temporada, Olave anunció que optaría por no participar en la Rose Bowl de 2022 para prepararse para el Draft de la NFL de 2022 .
| Temporada | Partidos jugados | Recepción | Recepción | Recepción | Recepción |
| Temporada | Partidos jugados | Recepción | Yardas    | Promedio  | TD        |
| --------- | ---------------- | --------- | --------- | --------- | --------- |
| 2018      | 7                | 12        | 197       | 16.4      | 3         |
| 2019      | 13               | 48        | 840       | 17.5      | 12        |
| 2020      | 7                | 50        | 729       | 16.2      | 8         |
| 2021      | 11               | 65        | 936       | 14.4      | 13        |
| Carrera   | 38               | 176       | 2,711     | 15.4      | 36        |

## Carrera profesional
Olave fue reclutado por los New Orleans Saints en la primera ronda (11.ª selección global) del Draft de la NFL 2022.
Olave hizo su debut en la NFL en la semana 1 contra los Atlanta Falcons con tres recepciones para 41 yardas y una conversión de dos puntos en la victoria por 27-26. En la semana 3, ante los Carolina Panthers, Olave tuvo nueve recepciones para 147 yardas. En la semana 4, contra los Minnesota Vikings, tuvo su primera recepción de touchdown profesional en una recepción de cuatro yardas a pase de Andy Dalton . Agregó dos partidos más superando la marca de las 100 yardas durante la temporada 2022. Terminó su temporada de novato con 72 recepciones para 1,042 yardas por recepción y cuatro touchdowns por recepción. Fue incluido en el equipo All-Rookie de la PFWA de 2022.